# Dam tot Damloop 2009

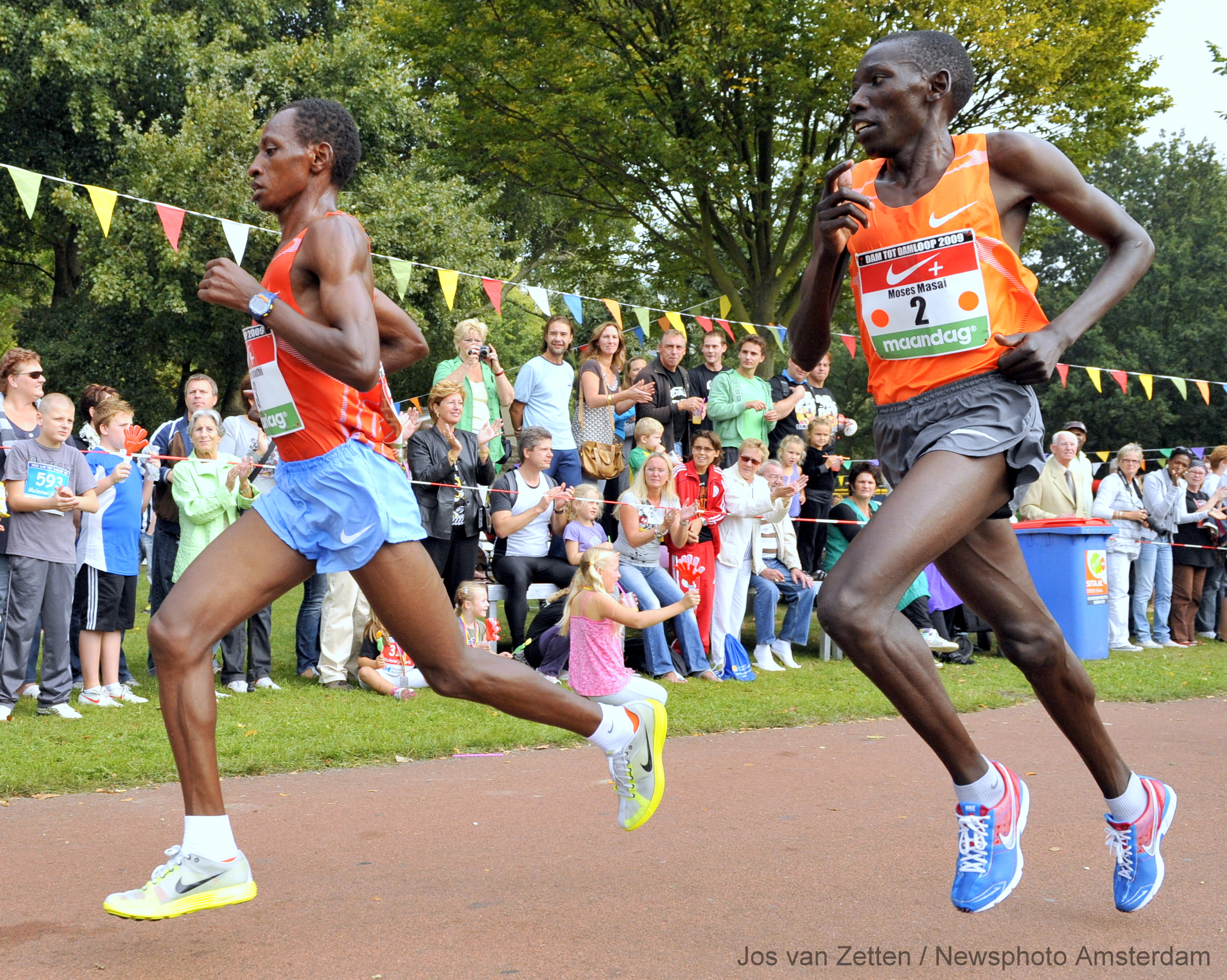
Moses Masai (rechts) op weg naar zijn overwinning.

De Dam tot Damloop 2009 werd gehouden op zondag 20 september 2009. Het was de 25e editie van deze loop. De hoofdafstand was 10 Engelse mijl (16,1 km). Er werd gestart vanaf de Prins Hendrikkade in het centrum van Amsterdam en via de IJ-tunnel gelopen naar centrum van Zaandam. 
Deze wedstrijd werd bij de mannen werd gewonnen door de Keniaan Moses Masai in 45.16. Hij kwam nagenoeg gelijk over de finish met zijn landgenoot Charles Kamathi. Bij de vrouwen maakte Linet Masai, eveneens uit Kenia, de dienst uit en won de wedstrijd in 50.39. Ze had hiermee een ruime voorsprong op de rest van het vrouwenveld. De man-vrouw wedstrijd werd dit jaar gewonnen door de mannen.
Naast de hoofdafstand kende dit evenement ook een aantal andere onderdelen. De Dam tot Dam by night was een trimloop die op de avond voor de wedstrijd werd gelopen ter ere van het 25-jarig jubileum van het evenement. De deelnemers aan de loop droegen nagenoeg allemaal hetzelfde shirt met de opdruk '25ste Dam tot Dam'. Ook stonden er een 4 Engelse mijl en Mini Dam tot Damlopen op het programma. 
Alle onderdelen van het evenement bij elkaar trokken ruim 50.000 deelnemers (10 Engelse mijl:43622, minilopen: circa 3500 en 4 Engelse mijl:3074).

## Wedstrijd
Mannen
| rang   | naam                     | land | tijd  |
| ------ | ------------------------ | ---- | ----- |
| Goud   | Moses Masai              | KEN  | 45.16 |
| Zilver | Charles Kamathi          | KEN  | 45.16 |
| Brons  | Getu Feleke              | ETH  | 45.29 |
| 4      | Micah Kogo               | KEN  | 45.41 |
| 5      | Teklemariam Medhin       | ERI  | 47.11 |
| 6      | Francis Kibiwott         | KEN  | 47.15 |
| 7      | Mourad Marofit           | MAR  | 47.33 |
| 8      | Cosmas Kigen             | KEN  | 47.39 |
| 9      | Stephan Koech            | KEN  | 47.40 |
| 10     | Stephen Kiprotich        | UGA  | 47.43 |
| 11     | Saji Abdelkabir          | MAR  | 47.46 |
| 12     | Jamal Baligha            | MAR  | 48.03 |
| 13     | Fernando Silva           | POR  | 48.15 |
| 14     | Hugo van den Broek       | NED  | 48.21 |
| 15     | Patrick Stitzinger       | NED  | 48.40 |
| 16     | William Kipsang          | KEN  | 49.36 |
| 17     | Michel Butter            | NED  | 49.47 |
| 18     | Lander Van Droogenbroeck | BEL  | 50.08 |
| 19     | Stefan Van De Broek      | BEL  | 50.12 |
| 20     | Jeroen Veldhuis          | NED  | 50.17 |

Vrouwen
| rang   | naam                 | land | tijd    |
| ------ | -------------------- | ---- | ------- |
| Goud   | Linet Masai          | KEN  | 50.39   |
| Zilver | Hilda Kibet          | NED  | 51.21   |
| Brons  | Peninah Arusei       | KEN  | 51.26   |
| 4      | Belaynesh Fikadu     | ETH  | 51.40   |
| 5      | Grace Momanyi        | KEN  | 51.51   |
| 6      | Bizunesh Urgessa     | ETH  | 52.59   |
| 7      | Ines Monteiro        | POR  | 53.07   |
| 8      | Ana Dias             | POR  | 54.53   |
| 9      | Lydiah Njeri Mathati | KEN  | 55.05   |
| 10     | Maria Sig Moller     | DEN  | 55.24   |
| 11     | Gladys Otero         | KEN  | 56.18   |
| 12     | Ilse Pol             | NED  | 58.35   |
| 13     | Inge van Bergen      | NED  | 59.22   |
| 14     | Inge de Jong         | NED  | 1:00.48 |
| 15     | Lisanne Groen        | NED  | 1:01.48 |

1985 ·
1986 ·
1987 ·
1988 ·
1989 ·
1990 ·
1991 ·
1992 ·
1993 ·
1994 ·
1995 ·
1996 ·
1997 ·
1998 ·
1999 ·
2000 ·
2001 ·
2002 ·
2003 ·
2004 ·
2005 ·
2006 ·
2007 ·
2008 ·
2009 ·
2010 ·
2011 ·
2012 ·
2013 ·
2014 ·
2015 ·
2016 ·
2017 ·
2018 ·
2019